# MTV Video Music Awards de 2013
A cerimônia de entrega dos MTV Video Music Awards de 2013 realizou-se no Barclays Center, no Brooklyn, em Nova Iorque, no dia 13 de agosto daquele ano.

## Indicados
Os indicados foram anunciados em 17 de julho de 2013.

### Vídeo do Ano
- Justin Timberlake: "Mirrors"
- Macklemore & Ryan Lewis (com participação de Wanz): "Thrift Shop"
- Bruno Mars: "Locked Out of Heaven"
- Robin Thicke (com participação de T.I. e Pharrell): "Blurred Lines"
- Taylor Swift: "I Knew You Were Trouble"

### Artista Revelação
- Austin Mahone: "What About Love"
- Iggy Azalea: "Work"
- The Weeknd: "Wicked Games"
- Twenty One Pilots: "Holding on to You"
- Zedd (com participação de Foxes): "Clarity"

### Melhor Vídeo Masculino
- Justin Timberlake: "Mirrors"
- Kendrick Lamar: "Swimming Pools (Drank)"
- Bruno Mars : "Locked Out of Heaven"
- Robin Thicke (com participação de T.I. e Pharrell): "Blurred Lines"
- Ed Sheeran:  "Lego House"

### Melhor Vídeo Feminino
- Miley Cyrus: "We Can't Stop"
- Pink (com participação de Nate Ruess): "Just Give Me a Reason"
- Demi Lovato: "Heart Attack"
- Taylor Swift: "I Knew You Were Trouble"
- Rihanna (com participação de Mikky Ekko): "Stay"

### Melhor Vídeo de Pop
- Fun: "Carry On"
- Justin Timberlake: "Mirrors"
- Miley Cyrus: "We Can't Stop"
- Bruno Mars: "Locked Out of Heaven"
- Selena Gomez: "Come & Get It"

### Melhor Vídeo de Rock
- Fall Out Boy: "My Songs Know What You Did in the Dark (Light Em Up)"
- Imagine Dragons: "Radioactive"
- Mumford & Sons: "I Will Wait"
- 30 Seconds To Mars: "Up in the Air"
- Vampire Weekend: "Diane Young"

### Melhor Vídeo de Hip-hop
- J. Cole (com participação de Miguel): "Power Trip"
- Drake: "Started from the Bottom"
- ASAP Rocky (com participação de 2 Chainz, Drake e Kendrick Lamar): "Fuckin' Problems"
- Kendrick Lamar: "Swimming Pools (Drank)"
- Macklemore & Ryan Lewis (com participação de Ray Dalton): "Can't Hold Us"

### Melhor Colaboração
- Pink (com participação de Nate Ruess): "Just Give Me a Reason"
- Robin Thicke (com participação de T.I. e Pharrell): "Blurred Lines"
- Calvin Harris (com participação de Ellie Goulding): "I Need Your Love"
- Justin Timberlake (com participação de Jay-Z): "Suit & Tie"
- Pitbull (com participação de Christina Aguilera): "Feel This Moment"

### Melhor Vídeo com uma Mensagem Social
- Beyoncé: "I Was Here"
- Kelly Clarkson: "People Like Us"
- Macklemore & Ryan Lewis (com participação de Mary Lambert): "Same Love"
- Miguel: "Candles in the Sun"
- Snoop Lion (com participação de Drake e Cori B.): "No Guns Allowed"

## Atuações
| Artista(s)                                         | Canção(ões) |
| Atuações pré-cerimónia                             | Atuações pré-cerimónia |
| -------------------------------------------------- | --- |
| Austin Mahone                                      | "What About Love" |
| Ariana Grande                                      | "Baby I" The Way" |
| Cerimónia principal                                | |
| Lady Gaga                                          | "Applause" |
| Miley Cyrus Robin Thicke 2 Chainz Kendrick Lamar   | "We Can't Stop" (Cyrus) "Blurred Lines" (Thicke com Miley) "Give It 2 U" (Thicke com 2 Chainz e Lamar)                                                                                                |
| Kanye West                                         | "Blood on the Leaves" |
| Justin Timberlake                                  | "Take Back the Night" SexyBack" Like I Love You" My Love" Cry Me a River" Señorita" Rock Your Body" "Gone" (com 'N Sync) "Girlfriend" (com 'N Sync) "Bye Bye Bye" (com 'N Sync) "Suit & Tie" Mirrors" |
| Macklemore Ryan Lewis Mary Lambert Jennifer Hudson | "Same Love" |
| Drake                                              | "Hold On, We're Going Home" "Started from the Bottom" |
| Bruno Mars                                         | "Gorilla" |
| Katy Perry                                         | "Roar" |